# Monte Cofano
Der Monte Cofano (Kofferberg) ist ein auf einer Landzunge im Freies Gemeindekonsortium Trapani, Region Sizilien, Italien liegender Berg.

## Geografie und Daten
Der Monte Cofano ist Teil der Monti di Trapani und liegt etwa 15 km nördlich von Trapani, auf einer Landzunge am Tyrrhenischen Meer, wo der Golf von Bonagia und der Golf von Cofano in der Nähe von Custonaci aufeinander treffen. Er misst 659 m s.l.m. und liegt inmitten des eher kleinen, gleichnamigen Naturreservates. Am Fuß des Berges liegt der kleine Ort Cornino.

## Geschichte
Der Name des Monte Cofano leitet sich wahrscheinlich vom griechischen Wort kóphinos (Korb) ab, was auf das besondere Aussehen des Berges zurückzuführen ist. Auf seinem Gipfel befindet sich außerdem die Ruine eines Gebäudes mit einer Zisterne aus dem frühen 15. Jahrhundert, das der Bewachung des Küstenabschnittes diente. Am Fuß des Berges stehen noch zwei Türme, die zu einer ehemaligen Tonnara (Thunfischfabrik) gehörten.

## Naturreservat
Der Monte Cofano liegt in dem eher kleinen Naturreservat Riserva naturale orientata Monte Cofano, das bei Wanderern sehr beliebt ist. Das Naturreservat verbindet gleich mehrere mediterrane Ökosysteme, zu denen unter anderem die mediterrane Prärie gehört, die fast auf der ganzen Insel zu finden ist. Außerdem bietet das Naturreservat eine einzigartige Felsenflora mit Pflanzen, die es nur in dieser Gegend gibt.

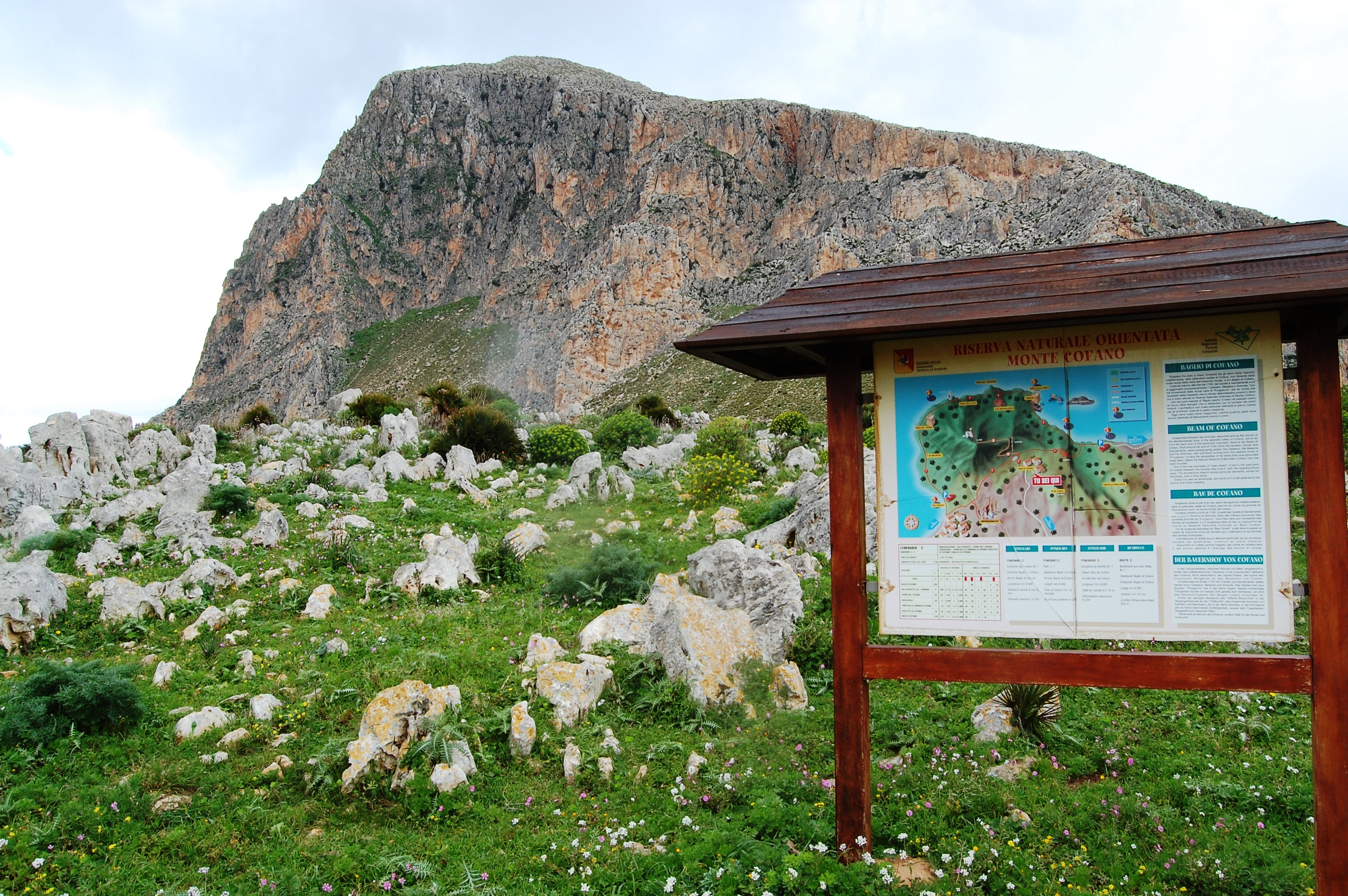
Das Naturreservat Riserva naturale orientata Monte Cofano